# Inmigración serbia en Colombia
La inmigración serbia en Colombia se refiere a las personas de origen serbio en Colombia.

## Inmigrantes y descendientes notables
- Géraldine Zivic, actriz nacida en Argentina, radicada en Colombia desde 1990.
- Vladimir Popović, director de fútbol de clubes como Santa Fe, (1971-1972), Atlético Nacional, 1973, Deportivo Cali, 1974, (1984-1986), (1984-1986), 1989, Millonarios, (1994-1995).
- Todor Veselinović, director de fútbol de Selección de Colombia, (1972-1973) y de clubes como Santa Fe (1969-1971) y de Millonarios en 1982.
- Blagoje Vidinić, director de fútbol de Selección de Colombia, (1976-1979).
- Mario Jursich, escritor.
- Linda Baldrich, actriz.